# Basket Team Crema 2021-2022
Questa voce raccoglie le informazioni riguardanti il Basket Team Crema nelle competizioni ufficiali della stagione 2021-2022.

## Stagione
Il Basket Team Crema, sponsorizzato dalla Parking Graf, ha partecipato alla Serie A2 per la quindicesima volta, la nona consecutiva, concludendo la stagione regolare con 26 partite vinte su 26 giocate.
Il 6 marzo 2022 conquista la quinta coppa Italia di A2 consecutiva, superando in finale la RMB Brixia Basket.
Il 4 maggio 2022 vince i quarti di finale (2-0) contro San Giorgio MantovAgricoltura.
Il 22 maggio 2022 vince la semifinale (2-1) contro Pallacanestro Sanga Milano.
Per la prima volta dalla sua fondazione, il 1º giugno 2022 vince la finale (2-0) contro Delser Crich Udine e accede alla Serie A1.

## Verdetti stagionali
Competizioni nazionali
- Serie A2:

stagione regolare: 1º posto su 14 squadre;
play-off: Vince in finale, promossa in Serie A1
- Coppa Italia di Serie A2:

vince in finale contro RMB Brixia Basket (78-55).

### Classifica
|  | Pos. | Squadra                              | Pt | G  | V  | P  | PtF  | PtS  | Diff. |
|  | ---- | ------------------------------------ | -- | -- | -- | -- | ---- | ---- | ----- |
|  | 1.   | Parking Graf Crema                   | 52 | 26 | 26 | 0  | 2130 | 1426 | +704  |
|  | 2.   | Delser Crich Udine                   | 44 | 26 | 22 | 4  | 1783 | 1504 | +279  |
|  | 3.   | RMB Brixia Basket                    | 40 | 26 | 20 | 6  | 1767 | 1581 | +186  |
|  | 4.   | Il Ponte Casa d'Aste Milano          | 38 | 26 | 19 | 7  | 1789 | 1481 | +308  |
|  | 5.   | MEP Pellegrini Alpo                  | 34 | 26 | 17 | 9  | 1716 | 1575 | +141  |
|  | 6.   | Autosped Castelnuovo Scrivia         | 34 | 26 | 17 | 9  | 1665 | 1487 | +178  |
|  | 7.   | Schiavon Ponzano                     | 22 | 26 | 11 | 15 | 1507 | 1727 | -220  |
|  | 8.   | San Giorgio MantovAgricoltura        | 22 | 26 | 11 | 15 | 1549 | 1612 | -63   |
|  | 9.   | Blackiron-rentpoint.it Carugate      | 20 | 26 | 10 | 16 | 1588 | 1786 | -198  |
|  | 10.  | Acciaierie Valbruna Bolzano          | 18 | 26 | 9  | 17 | 1547 | 1701 | -154  |
|  | 11.  | Alperia BC Bolzano                   | 14 | 26 | 7  | 19 | 1482 | 1656 | -174  |
|  | 12.  | Podolife Nuova Pallacanestro Treviso | 14 | 26 | 7  | 19 | 1458 | 1679 | -221  |
|  | 13.  | AS Vicenza                           | 8  | 26 | 4  | 22 | 1567 | 1810 | -243  |
|  | 14.  | Torino Teen Basket                   | 4  | 26 | 2  | 24 | 1306 | 1829 | -523  |

Legenda:
  Promossa dopo i play-off in Serie A1 2022-2023.
      Ammesse ai play-off promozione.
      Ammesse ai play-out.
  Ammesse ai play-off o ai play-out.
  Retrocessa dopo i play-out in Serie B 2022-2023.
      Retrocessa direttamente in Serie B.
Regolamento:
Due punti a vittoria, zero a sconfitta.
In caso di parità di punteggio, contano gli scontri diretti e la classifica avulsa.

### Play Off

#### Quarti di finale
Le gare si sono disputate dal 30 aprile all'8 maggio 2022.
| Squadra 1          | Totale | Squadra 2                     | Gara 1  | Gara 2  | Gara 3 |
| ------------------ | ------ | ----------------------------- | ------- | ------- | ------ |
| Girone Nord        |        |                               |         |         |        |
| Parking Graf Crema | 2 - 0  | San Giorgio MantovAgricoltura | 95 - 66 | 61 - 43 | -      |

#### Semifinali
Le gare si sono disputate dal 14 al 22 maggio 2022.
| Squadra 1          | Totale | Squadra 2                   | Gara 1  | Gara 2  | Gara 3  |
| ------------------ | ------ | --------------------------- | ------- | ------- | ------- |
| Girone Nord        |        |                             |         |         |         |
| Parking Graf Crema | 2 - 1  | Il Ponte Casa d'Aste Milano | 64 - 81 | 70 - 61 | 87 - 56 |

#### Finali
Le gare si sono disputate dal 28 maggio al 1 giugno 2022.
| Squadra 1          | Totale | Squadra 2          | Gara 1  | Gara 2  | Gara 3 |
| ------------------ | ------ | ------------------ | ------- | ------- | ------ |
| Girone Nord        |        |                    |         |         |        |
| Parking Graf Crema | 2 - 0  | Delser Crich Udine | 97 - 68 | 77 - 64 | -      |

## Rosa

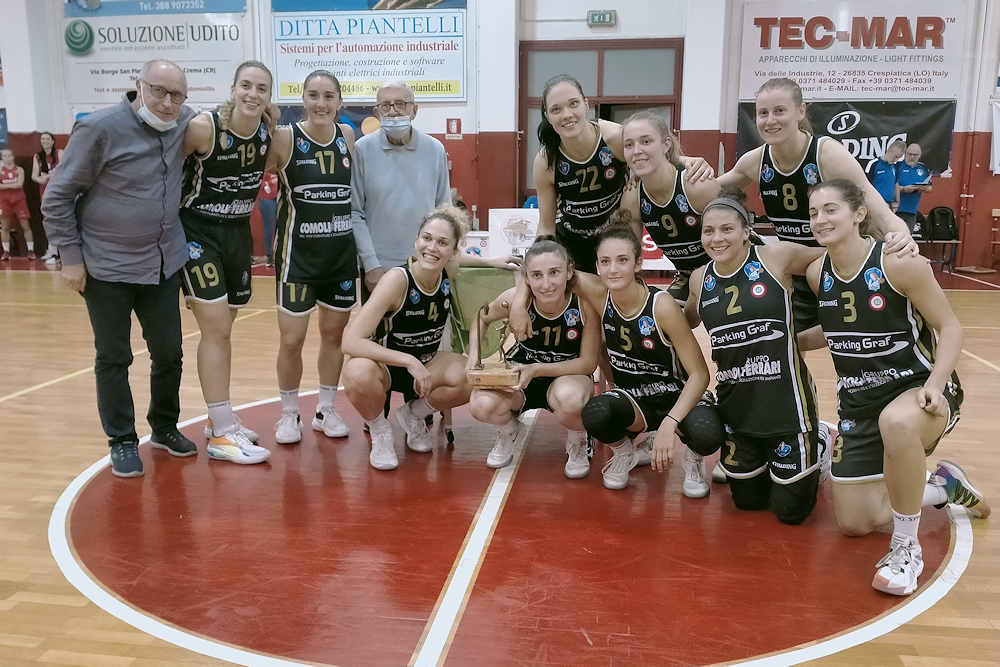
La squadra al termine della vittoria del torneo amichevole dedicato alla memoria di Nina Pasquini, nel mese di settembre 2021.

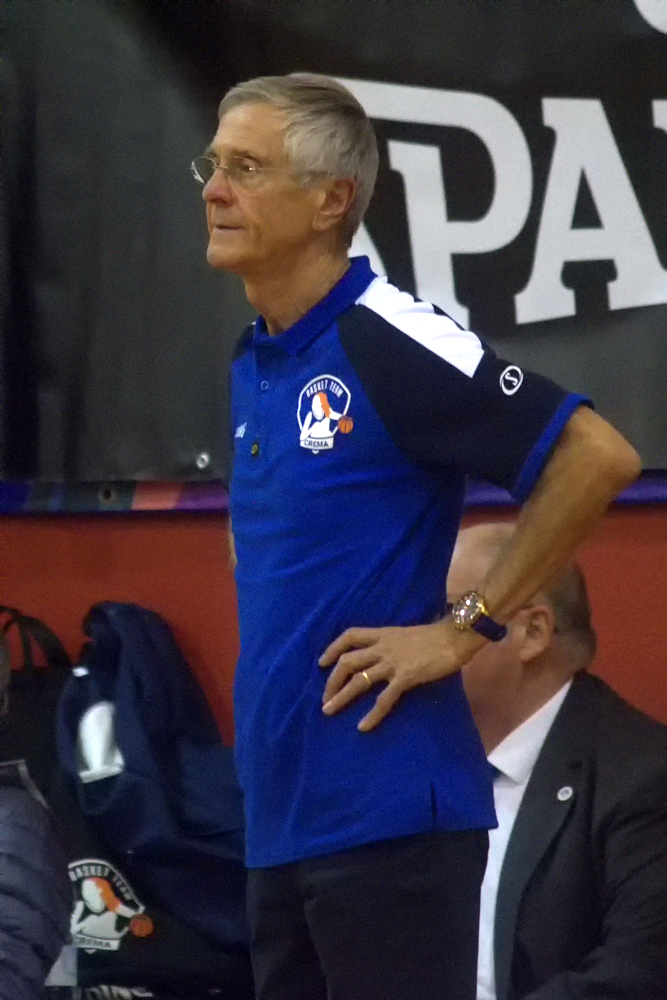
Mirco Diamanti, primo allenatore

|    | Naz.                                       | Ruolo | Sportivo            | Anno | Alt. |  |  |
| -- | ------------------------------------------ | ----- | ------------------- | ---- | ---- |  |  |
| 2  | Italia (bandiera) · Stati Uniti (bandiera) | P     | Rae Lin D'Alie      | 1987 | 159  |  |  |
| 3  | Italia (bandiera)                          | G     | Francesca Melchiori | 1993 | 174  |  |  |
| 4  | Italia (bandiera)                          | C     | Alice Nori          | 1993 | 183  |  |  |
| 5  | Italia (bandiera)                          | P     | Anastasia Conte     | 2000 | 174  |  |  |
| 7  | Italia (bandiera)                          | P     | Elena Occhiato      | 2005 | 179  |  |  |
| 8  | Italia (bandiera)                          | G     | Martina Capoferri   | 1991 | 175  |  |  |
| 9  | Italia (bandiera)                          | A     | Francesca Leonardi  | 2002 | 184  |  |  |
| 10 | Italia (bandiera)                          | A     | Francesca Radaelli  | 2004 | 178  |  |  |
| 11 | Italia (bandiera)                          | G     | Paola Caccialanza   | 1989 | 174  |  |  |
| 16 | Italia (bandiera)                          | A     | Federica Parmesani  | 2003 | 180  |  |  |
| 17 | Italia (bandiera)                          | P     | Norma Rizzi         | 1993 | 171  |  |  |
| 19 | Italia (bandiera)                          | A     | Carolina Pappalardo | 1996 | 181  |  |  |
| 21 | Italia (bandiera)                          | G     | Elisa Guerrini      | 2003 | 172  |  |  |
| 22 | Lettonia (bandiera)                        | C     | Liga Vente          | 1991 | 190  |  |  |

### Staff tecnico
| Allenatore:            | Mirco Diamanti     |
| Assistente allenatore: | Giuseppe Piazza    |
| Direttore sportivo:    | Marco Mezzadra     |
| Preparatore atletico:  | Claudio Cardellino |
| Fisioterapista:        | Carlo Martelli     |
| Medico sociale:        | Walter Della Frera |